# Sven Joelsson
Sven Vilhelm Joelsson, född den 30 juni 1920 i Vreta klosters församling, Östergötlands län, död den 19 november 1977 i Vänersborg, var en svensk läkare.
Joelsson avlade studentexamen i Göteborg 1943, medicine kandidatexamen vid Lunds universitet 1946 och medicine licentiatexamen där 1951. Han upprätthöll förordnanden vid medicinska och psykiatriska avdelningar 1951–1954, underläkare vid Malmö östra sjukhus 1954–1957 och förste läkare vid Furunäsets sjukhus 1957–1961. Joelsson blev bataljonsläkare i fältläkarkårens reserv 1953 och överläkare och chefsläkare vid Källshagens sjukhus 1961. Han vilar på Strandkyrkogården i Vänersborg.